# Из глубин мироздания
«Из глубин мироздания» (англ. From Beyond; др. названия: «Из глубин мироздания», «За пределом бытия», «С того света», «За пределами бытия», «Оттуда», «Потусторонее», «Из ниоткуда», «Извне») — короткий рассказ американского писателя Говарда Филлипса Лавкрафта, написанный в 1920 году. Впервые был опубликован в журнале «Fantasy Fan» в июне 1934 года (Vol. 1, No. 10).

## Сюжет
Повествование происходит от первого лица неназванного рассказчика, который рассказывает об опытах Кроуфорда Тиллингаста. Рассказчик приходит в дом Тиллингаста на Беневолен-стрит в Ист-Провиденс. Ученый так долго работал, что стал похож на призрака (англ. Spectre) или Гаргулью. Он все время, будто, ищет взглядом невидимых существ. В доме нет ни электричества, ни прислуги. Тиллингаст изобрел машину, излучающую резонансные волны, которые стимулируют шишковидное тело, тем самым позволяют увидеть плоскости вне сферы нашей воспринимаемой реальности. Он включает машину, которая излучает ультрафиолетовое излучение и рассказчик видит свечение, и неописуемые цвета из Иного измерения: 

Я был в огромном и экзотичном храме давно умерших богов (англ. Long-dead gods), в некоем строении из тумана с колоннами из чёрного камня, взмывающими от основания влажных плит к облачным высотам. Картина постепенно перешла в бесконечное, невидимое и беззвучное пространство в космосе. Затем из удаленных в пространстве и времени областей до меня донесся едва уловимый, вибрирующий, музыкальный звук. Внезапно, я увидел себя привязанным к рельсам на пути быстро мчащегося поезда. 

Видение прервалось. Рассказчик осознает, что побывал за пределами пространства. Тиллингаст признается, что испытал машину на слугах, но оказалось, что эффект работает в обоих направлениях и позволяет обитающим в Иных мирах существам увидеть людей. Эти существа реагируют на движения. Пока не двигаешься — ты в безопасности. Эксперимент продолжается. Рассказчик наблюдает полчища ужасных существ, не поддающихся описанию. 
Я увидел храм, чьи колонны уходили в океан света, из которого вырывался слепящий луч ввысь колон. Иная сцена была полностью калейдоскопической. Я почувствовал, что растворяюсь и теряю твердую форму. Я видел ночное небо, заполненное светящимися и вращающимися сферами. Мириады солнц составили созвездие в форме лица Тиллингаста. Я почувствовал, как огромные живые существа проходят сквозь мое тело. Все окружающее предстало в увеличенном виде. Казалось, что я смотрю на экран в кинотеатре. Пространство было заполнено неописуемыми живыми и неживыми формами, сплетающимися друг с другом в отвратительные клубки, а рядом лежали миры чужеродных сущностей. Все твердые предметы вступали в взаимодействия с существами и наоборот. 
 Тиллингаст таил обиду на рассказчика, за то, что он не оказал ему помощи в экспериментах. Ученый велит рассказчику смотреть ему в глаза и внимательно слушать его шёпот: 
 Ты полагаешь, что существуют пространство и время, а миру присущи материя, и форма? Я исследовал глубины мироздания, картину которых твой скудный мозг не сможет представить. Я заглянул за пределы границы беспредельного и воззвал Демонов со звезд… Я обуздал тени, которые, путешествуя из одного мира в другой, чтобы сеять смерть и безумие… Космос отныне принадлежит мне. Ты слышишь меня? Эти существа сейчас охотятся за мной, они пожирают и переваривают все живое, но я знаю, как спастись от них. Вместо меня они заберут тебя, как до этого забрали слуг… Одно из существ находится прямо за тобой. 
Напуганный сверх меры, рассказчик вытаскивает пистолет и стреляет из него в машину, уничтожая ее. Происходит взрыв. Сразу после этого Тиллингаст умирает в результате апоплексического удара. Полицейские установили, что Тиллингаст убил слуг, несмотря на то, что их останки так и не были найдены, и подверг гипнозу своего друга. Рассказчик впоследствии не может перестать думать о существах в пространстве и избавиться от ощущения преследования.

## Персонажи
- Рассказчик — друг Тиллингаста, исследователь «физического и метафизического», человек «чувств и действий». Он одобрил друга в его безумных экспериментах, но навестил его позже. В черновике рассказа героя звали Генри Аннесли (англ. Henry Annesley), соединив в одном имени две древние фамилии из Провиденс.
- Кроуфорд Тиллингаст (англ. Crawford Tillinghast) — ученый, исхудавший, изможденный, с болезненно желтоватым цветом лица, с беспокойным блеском во впавших глазах. На его лбу и шее выступили, и нервно пульсировали вены, лицо покрывали морщины, а руки била мелкая дрожь. Тщеславный, заносчивый, неопрятный, пренебрегающий правилами гигиены. Отличался педантичностью и аккуратностью, но сейчас вел себя как дрожащее и трясущееся, похожее на призрак существо. Боялся обнаружить присутствие чего-то невидимого в пространстве вокруг. Тиллингаст упоминается в романе «Случай Чарльза Декстера Варда».
- Мисс Апдайк (англ. Mrs. Updike) — гувернантка Тиллингаста.
- Существа (англ. Things) — нематериальные, желеобразные, чернильного цвета чудовища из Иного измерения. Они все время рядом с нами и их можно увидеть при помощи спец оборудования. Они не могут причинить вред человеку, если тот не двигается. Проявляются в калейдоскопическом видении. Ученый говорит, что видел Демонов со звезд и Тени, уничтожающие миры, и «Абсолютных Существ». Лавкрафт никак не называет существ, лишь подчеркивая это фразами: «Эти существа» или «Те существа». Лавкрафт описывает природу его аномальных инопланетян, которые имеют чуждые нашему миру физические свойства и вообще невозможны в нашем мире:

Лавкрафт впервые описывает идею его внеземных существ:

Вы думали, что ультрафиолет невидим. Это так и есть. Но теперь вы можете видеть их и многих других невидимых существ… Но нельзя забывай о том, что они вас увидят тоже… Внезапно я сам стал обладателем своего рода расширенного зрения. Я почувствовал, как огромные живые тела касаются, а некоторые даже просачиваются сквозь меня. Это было нечто знакомое, точнее, что-то неестественно наложенное на привычную окружающую действительность, подобно тому как кинокадр проецируется на расписной театральный занавес… Пространство, свободное от привычных глазу вещей, было до отказа заполнено неописуемыми живыми и неживыми формами, сплетающимися друг с другом в отвратительные клубки, а возле каждого знакомого предмета кишели сонмы непостижимых чужеродных существ. Казалось, все земные предметы вступали в сложные взаимодействия с чужеродными — и наоборот. Среди живых объектов выделялись желеобразные, чернильного цвета чудовища, извивавшиеся в унисон с вибрацией машины. Они кружили вокруг в пугающем изобилии и я с ужасом смотрел на то, как они сливались и разделялись, — их текучесть позволяла им просачиваться сквозь что угодно, даже сквозь тела, которые кажутся твердыми. Эти существа не стояли на месте, а неустанно плавали во всех направлениях, как если бы были одержимы какой-то зловещей целью. Временами они пожирали друг друга — атакующий стремительно бросался к жертве, и через мгновение та бесследно исчезала.Оригинальный текст (англ.)You thought ultra-violet was invisible, and so it is—but you can see that and many other invisible things now.... At another time I felt the huge animate things brushing past me and occasionally walking or drifting through my supposedly solid body...Suddenly I myself became possessed of a kind of augmented sight. Over and above the luminous and shadowy chaos arose a picture which, though vague, held the elements of consistency and permanence. It was indeed somewhat familiar, for the unusual part was superimposed upon the usual terrestrial scene much as a cinema view may be thrown upon the painted curtain of a theatre... But of all the space unoccupied by familiar material objects not one particle was vacant. Indescribable shapes both alive and otherwise were mixed in disgusting disarray, and close to every known thing were whole worlds of alien, unknown entities. It likewise seemed that all the known things entered into the composition of other unknown things, and vice versa. Foremost among the living objects were great inky, jellyish monstrosities which flabbily quivered in harmony with the vibrations from the machine. They were present in loathsome profusion, and I saw to my horror that they overlapped; that they were semi-fluid and capable of passing through one another and through what we know as solids. These things were never still, but seemed ever floating about with some malignant purpose. Sometimes they appeared to devour one another, the attacker launching itself at its victim and instantaneously obliterating the latter from sight.

## Вдохновение
Лавкрафт в этом раннем рассказе описывает неописуемый цвет, калейдоскопические видения, пространства Извне, где слышны звуки музыки — это является самым ранним упоминанием хаоса в космосе Лавкрафта.
В «Энциклопедии Лавкрафта» говорится, что рассказ представляет воплощение некоторых концепций, которые Лавкрафт нашел в книге Хью Эллиота «Современная наука и материализм» (1919), что существенно повлияла на его философские взгляды (Избранные письма 1.134, 158). В частности, Эллиот обсуждает ограниченность чувственного аппарата восприятия человека (ссылаясь на ультрафиолетовые лучи) и далее отмечает, что большая часть твердой материи представляет собой в основном пустое пространство. Несколько записей в записной книге Лавкрафта сделаны в это время (см. № 34-36). Некоторые характеристики и образы взяты из сна Лавкрафта о Гражданской войне начала 1920-х годов (Избранные письма 1.100-102).
С. Т. Джоши считает упоминания шишковидного тела шуткой в адрес Рене Декарта, который предположил, что эта железа является связующим звеном между материальным телом и нематериальной душой. Джоши указывает, что темой рассказа является «реальность, выходящая за рамки восприятия наших чувств или то, которые мы испытываем в повседневной жизни» — эта тема продолжается в таких рассказах Лавкрафта, как «Заброшенный дом», «Зов Ктулху», «Цвет из иных миров», «Грёзы в ведьмовском доме» и других. Например, в «Заброшенный дом» рассказчик говорит, что «научные исследования и размышления научили нас тому, что известная трехмерная вселенная охватывает малейшую часть всего космоса вещества и энергии».
В готической литературе часто встречаются такие образы как безумный учёный или гаргульи, и подобное.

## Критика
Книга «Научная фантастика: ранние годы» пишет про концепцию рассказа «Из глубин мироздания» как «очень интересную, несмотря на жесткость и незрелый стиль».
С. Т. Джоши написал: «маловероятно, что „Из глубин мироздания“ будут считать лучшим рассказом, из-за небрежного стиля, мелодраматического избытка и общей мелочности сюжета». С. Т. Джоши сказал, что упоминание шишковидного тела шутливо намекает на Рене Декарта, который считал этот орган точкой посредничества между физическим телом и нематериальной душой.

## Адаптации
Сюжет Извне был адаптирован к фильму 1986 года с таким же названием режиссёром ужасов Стюартом Гордоном. В фильме доктор Кроуфорд Тиллингаст (Джеффри Комбс) играет не главную роль, а помощника сумасшедшего доктора Эдварда Преториуса.
Рассказ также послужил вдохновением для фильма ужасов 2013 года «Banshee Chapter», где так же используют идеи фильма Гордона 1986 года.

## Отражение в искусстве
- В 1998 году в научно-фантастической видеоигре Half-Life изображено событие, известное как «Резонансный каскад», которое происходит во время эксперимента с чужими геологическими материалами. По мере каскада инопланетные существа из других измерений появляются и исчезают беспорядочно в нашем мире.
- Подобная концепция используется в видеоигре 2015 года Bloodborne, где, собрав коллекцию под названием «Прозрение», различные существа начинают становиться видимыми в вашем мире.
- Американская группа Sleep поклонники Лавкрафта и включили песню «Извне» в альбоме 1992 года Sleep’s Holy Mountain.
- В романе Чарльза Стросса «Дженнифер Морг» есть похоже по функциям электронное устройство, известное как «Резонатор Тиллингаста», который позволяет пользователю видеть невидимые объекты.
- В видеоигре Psi-Ops: The Mindgate Conspiracy появляются существа «Aura Beasts», которых можно увидеть используя психические силы, которыми обладает главный герой и называет их «Aura View».
- В сериале «Звездные врата», в эпизоде «Sight Unseen» активируют инопланетное устройство, которое позволяет отряду SG-1 видеть, но не взаимодействовать с чудовищными существами, подобными насекомым, которые населяют измерение, параллельное нашему.
- У дет-метал группы Ripping Corpse есть песня «Beyond Humanity», вдохновленная рассказом Лавкрафта и фильмом Гордона.
- В фильме «Секретный эксперимент» (2013) есть аналогичный сюжет, включающий лекарственный диметилтриптамин и ультрафиолет.
- Девятый выпуск комикса Провиденс Алана Мура отсылает на рассказ «Извне»[5].
- Видеоигра «Lust from Beyond» (2021 г.) посвящена схожим темам и была вдохновлена произведениями Лавкрафта[6].

## Связь с другими произведениями
- В рассказе «За стеной сна» доктор создает космическое радио, которое позволяет вдвоем погрузиться в один и тот же сон.
- В рассказе «Ньярлатхотеп» упоминаются «Изначальные боги» — подобно «Изначальным существам». В обоих рассказах Лавкрафт упоминает людей с желтым лицом и гаргулий.
- В рассказе «Карающий Рок над Сарнатом» описаны желеобразные существа из Страны снов.
- В рассказе «Селефаис» описан фиалковый газ в пространстве, где нет форм.
- В рассказе «Заброшенный дом» упоминается Этьен Руле, который работал на типографии Тиллингестов в Провиденс.
- В романе «Случай Чарльза Декстера Варда» упоминаются Джеймс Тиллингаст и Элиза Тиллингаст — второстепенные персонажи.
- Пришельцы описаны в отдельной серии произведений Лавкрафта: «За стеной сна», «Из глубин мироздания», «Цвет из иных миров», «Шепчущий во тьме», «Хребты Безумия», «За гранью времён», «Врата серебряного ключа», «Вызов извне», «В стенах Эрикса», «Окно в мансарде», «Пришелец из космоса» и «Ночное братство».